# Limnoria quadripunctata
Limnoria quadripunctata är en kräftdjursart som beskrevs av Lipke Bijdeley Holthuis 1949. Limnoria quadripunctata ingår i släktet Limnoria och familjen borrgråsuggor. Inga underarter finns listade i Catalogue of Life.

## Bildgalleri

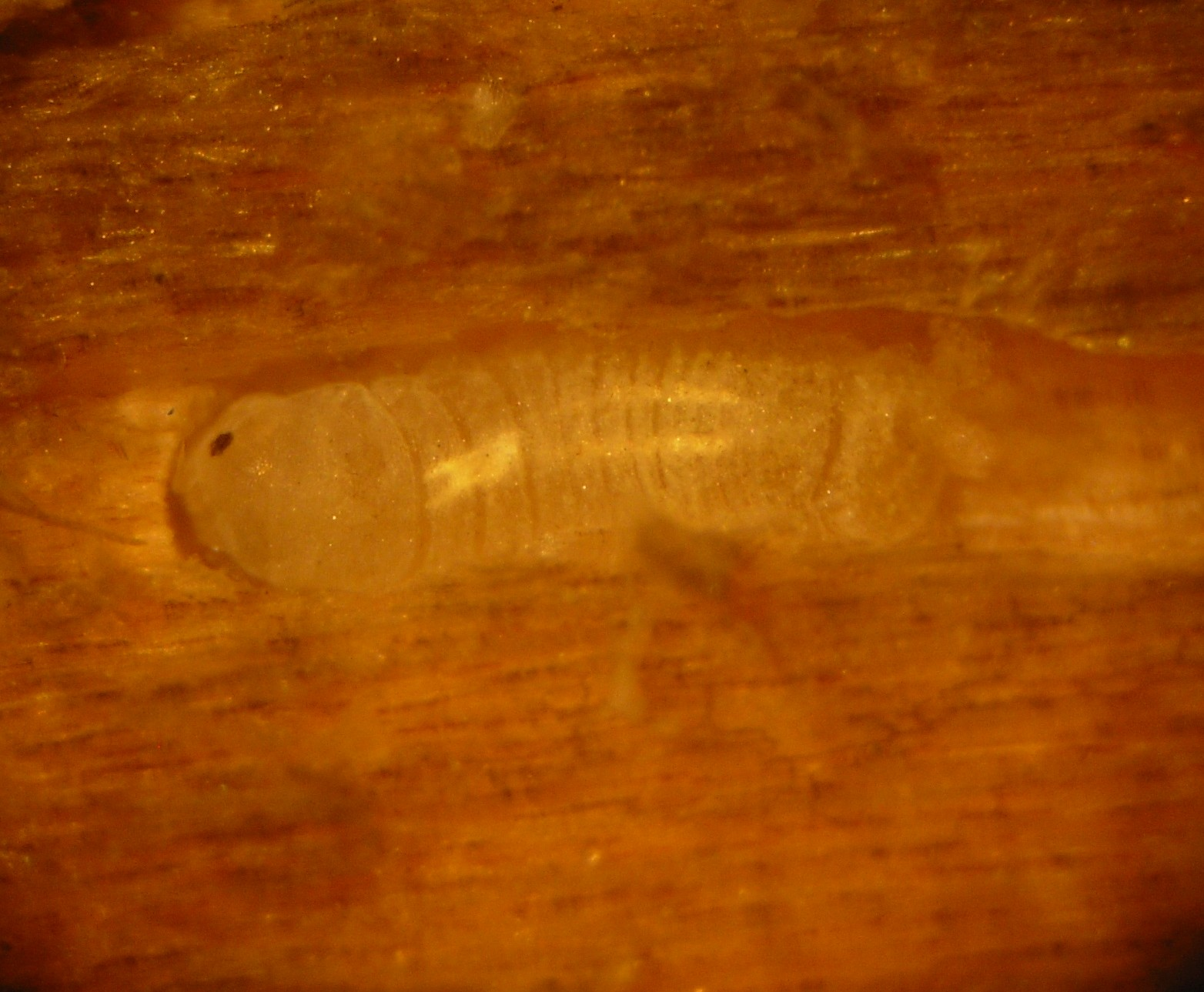
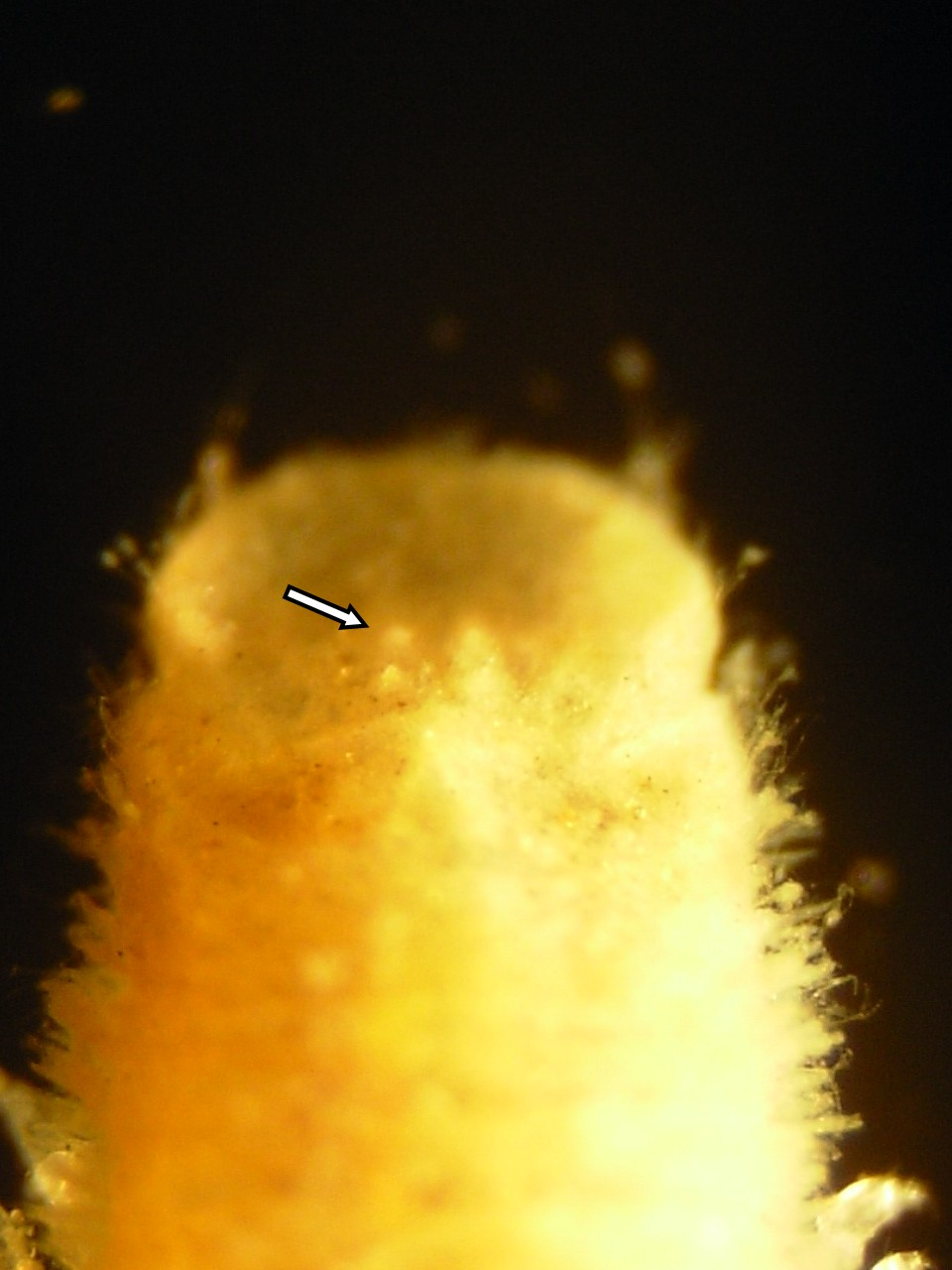
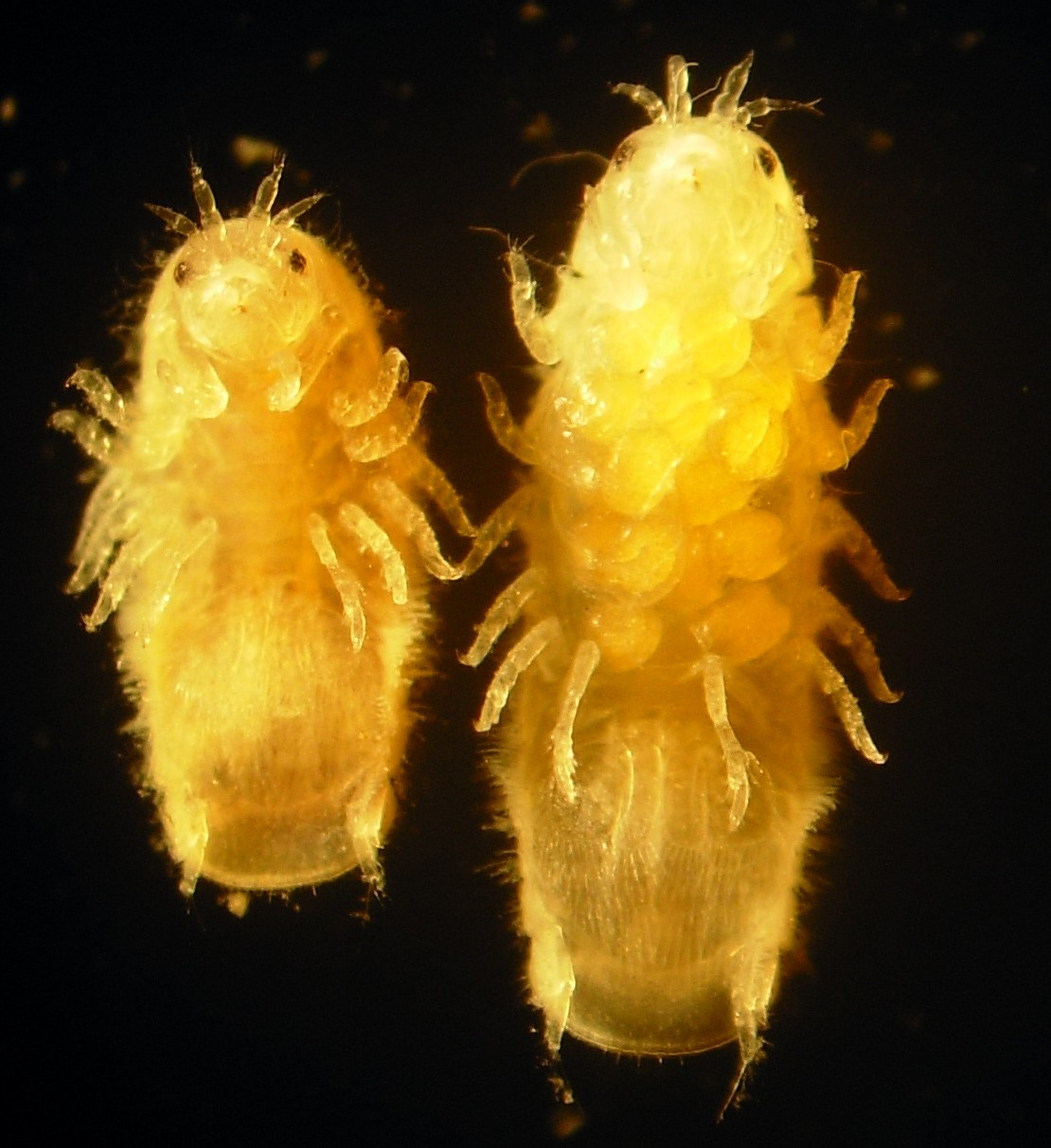
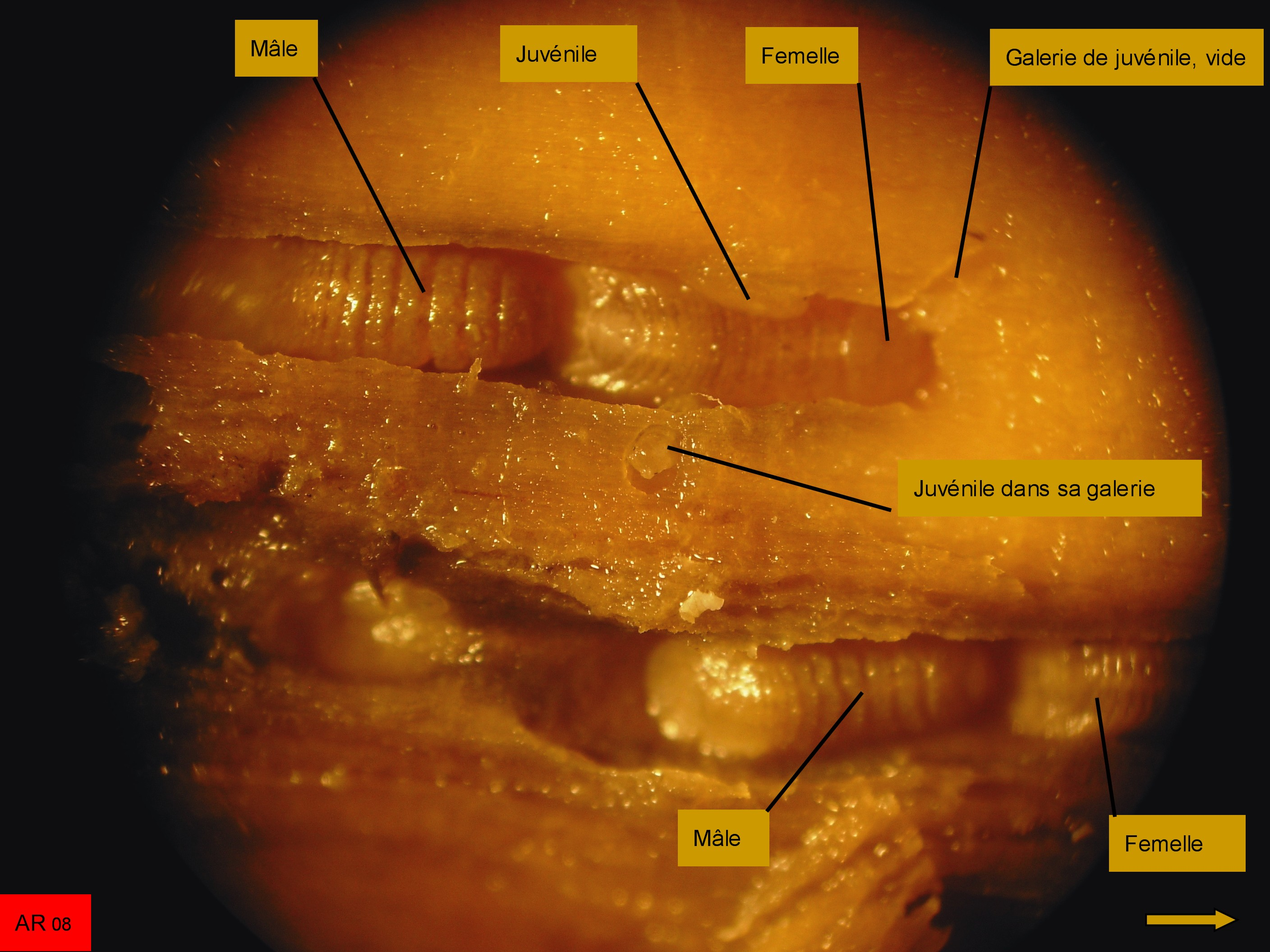